# Премия Вирджинии Паркер
Премия Вирджинии Паркер (англ. Virginia Parker Prize) — канадская премия в области академической музыки. Была учреждена в 1982 г. меценаткой Вирджинией Паркер и присуждается ежегодно Канадским советом по искусству. Лауреатом премии может стать молодой исполнитель (вокалист или инструменталист) или дирижёр в возрасте до 32 лет, ранее уже отмечавшийся грантами Совета и показавший значительные успехи на музыкальном поприще. Материальное содержание премии колебалось первоначально между 15 и 27 тысячами канадских долларов, с середины 1990-х гг. окончательно установившись на уровне 25.000 канадских долларов.

## Список лауреатов
| 1983 | Джон Кимура Паркер, пианист         |
| 1984 | Луи Лорти, пианист                  |
| 1985 | Софи Роллан, виолончелистка         |
| 1986 | Сандра Грэм, меццо-сопрано          |
| 1987 | Жиль Оже, дирижёр                   |
| 1988 | Джеймс Кимура Паркер, пианист       |
| 1989 | Марк-Андре Амлен, пианист           |
| 1990 | Нэнси Арджента, сопрано             |
| 1991 | Михаэль Шаде, тенор                 |
| 1992 | Кори Серовсек, скрипач              |
| 1993 | Мартин Бивер, скрипач               |
| 1994 | Скотт Сент-Джон, скрипач            |
| 1995 | Карина Говен, сопрано               |
| 1996 | Ален Трюдель, тромбонист            |
| 1997 | Джеймс Энес, скрипач                |
| 1998 | Ричард Реймонд, пианист             |
| 1999 | Люсиль Чанг, пианистка              |
| 2000 | Янник Незе-Сеген, дирижёр           |
| 2001 | Мари Николь Лемьё, сопрано          |
| 2002 | Стюарт Гудйеар, пианист             |
| 2003 | Жюли Анн Дером, скрипачка           |
| 2004 | Джаспер Вуд, скрипач                |
| 2005 | Изабель Байракдарян, сопрано        |
| 2006 | Шэннон Мерсер, сопрано              |
| 2007 | Давид Жальбер, пианист              |
| 2008 | Жан Филипп Сильвестр, пианист       |
| 2009 | Уоллес Холладей, саксофонист        |
| 2010 | Александр Да Коста, скрипач         |
| 2011 | Каори Ямагами, виолончелистка       |
| 2012 | Даниэль Кабена, контртенор          |
| 2013 | Лейла Клэр, сопрано                 |
| 2014 | Кэролайн Коул, арфистка             |
| 2015 | Йоланда Брюно, скрипачка            |
| 2016 | Майра Бенджамин, скрипачка          |
| 2017 | Ванесса Хант Рассел, виолончелистка |
| 2018 | Блэйк Пулио, скрипач                |